# تأثير زهرة اللوتس

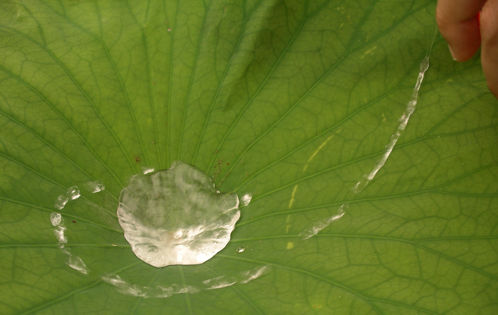
ماء على سطح ورقة زهرة اللوتس.

تأثير زهرة اللوتس يقصد بها خصائص التنظيف الذاتي الناتجة من التنافر القوي مع الماء كما يوضح ورق زهرة اللوتس (نيلومبو). دقائق التراب تعلق بقطرات الماء مما يؤدي إلى ظهور تراكيب نانسكوبية على السطح، والذي يؤدي إلى إضعاف التصاق القطرة إلى هذا السطح. كما توجد هذه الخاصية في بعض النباتات الأخرى، مثل نبات كبوسين، رجل الأسد وأيضاً على أجنحة بعض الحشرات.
دَرست ظاهرة المادة المضادة للبلل أول مرة من قبل ديتر وجوهانسون عام 1964م باستعمال أسطح خشنة كارهة للماء، طوّر عملهم نموذج نظري على تجارب مع خرزات زجاجية مغطاه بمادة البارافين. 

## وصلات خارجية
- مقالات العالم الأمريكي «ساينتفيك أميركان» عن المواد الذاتية التنظيف.